# Honesdale National Bank
The National Honesdale Bank é um banco com sede em Honesdale, Pensilvânia. O banco possui 11 agências, todas na Pensilvânia.

## História
O banco foi fundado em 26 de dezembro de 1836.
Em 2012, o banco abriu uma agência em Lakewood, Pensilvânia.
Em 2013, o banco abriu uma agência no condado de Lackawanna, na Pensilvânia.
Em fevereiro de 2017, David E. Raven foi nomeado presidente e diretor executivo do banco.